# Хаксли, Мэтью
Мэтью Ха́ксли (англ. Matthew Huxley, 19 апреля 1920 — 10 февраля 2005) — американский эпидемиолог и антрополог. Занимался продвижением всеобщего охвата медико-санитарными услугами, разработкой стандартов для домов по уходу и психиатрических больниц.

## Биография
Маэтью Хаксли родился в Лондоне, в семье писателя Олдоса Хаксли (1894—1963) и Марии Нис (1898—1955). Учился в школе Дартингтон Холл.
В 1937 году вместе с семьей переехал в США, где окончил Калифорнийский университет в Беркли, а затем получил степень магистра по общественному здравоохранению в Гарвардском университете. С 1963 по 1983 года Хаксли работал эпидемиологом в Национальном институте психического здоровья. В 1968 году занимал должность директора семинаров в Смитсоновском институте.
В апреле 1950 года Хаксли женился на Эллен Ховд, режиссёре документальных фильмов. У них родились двое детей — Треверен Хаксли (1951) и Тесса Хаксли (1953). Пара развелась в 1961 году. В 1963 году Хаксли женился на писательнице Джудит Уоллет Бордадж. Их брак длился до её смерти в 1983 году. В 1986 Хаксли женился на просветителе в области охраны природы Франциске Рид, которая его пережила (умерла в 2006 году).
Мэтью Хаксли умер 10 февраля 2005 года от кардиогенного шока в Рединге, в возрасте 84 лет.

## Антропология
Хаксли прожил три месяца в Перу, среди индейцев амауака, и в 1965 году написал книгу «Farewell to Eden», в которой описал быт, ритуалы и обычаи индейцев, а также влияние современной цивилизации на их образ жизни. Книга иллюстрирована фотографиями Корнелла Капы.

## Социально санкционированный наркотик
В своей статье 1976 года «Criteria for a socially sanctionable drug» Хаксли анализировал создание социально санкционированного наркотика и возможные последствия его внедрения. По мнению Хаксли, создание безопасного и не вызывающего привыкания наркотического вещества должно остановить эпидемию наркомании, захлестнувшую США.